# Seilspringen
Seilspringen ist eine Sportart, bei der ein Seil verwendet wird, durch das der Seilspringer kunstvoll oder möglichst schnell hindurchspringt. Einst als Kinderspiel bekannt (in Österreich auch unter der Bezeichnung Schnurspringen), hat sich das Seilspringen mittlerweile zu einer Wettkampfsportart entwickelt. Im deutschsprachigen Raum wird oft die englische Bezeichnung Rope Skipping verwendet. Auch für Disziplinen, Sprünge, Seiltypen und Kommandos sind englische Bezeichnungen üblich. Seilspringen ist nicht nur als einzelne Sportart bekannt, sondern ist zugleich ein Element verschiedener Fitnesssportarten.

## Geschichte

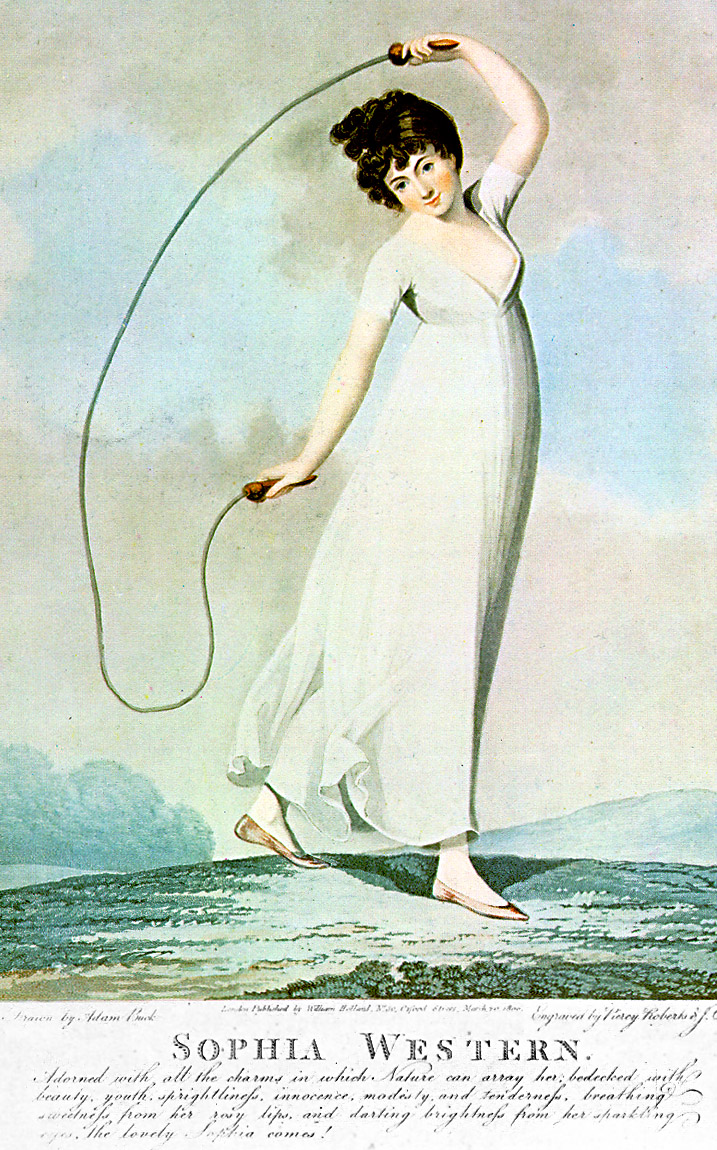
Seilspringen um 1800

Die Geschichte des Seilspringens ist nicht vollständig bekannt. Vermutlich wurde es im 17. Jahrhundert durch holländische Auswanderer nach Amerika exportiert. Dort überlebte es, wie in Europa, als Kinderspiel auf Schulhöfen und Straßen.
Der deutsche Choreograph und Pädagoge Rainer Pawelke stellte 1980 das Seilspringen innerhalb eines Sporttheaterprojektes als Bühnenshow an der Universität Regensburg vor, an der er als Dozent in der Sportlehrerausbildung tätig war. In der Folgezeit machte er das Seilspringen als Gruppenchoreographie in mehreren Deutschlandtourneen und in Fernsehsendungen bekannt. Pawelke veröffentlichte 1993 in Zusammenarbeit mit der AOK die erste bekannte offizielle Seilsprung-Broschüre.
Unabhängig davon brachte Anfang der 1980er Jahre der deutsche Sportlehrer Wolfgang Westrich mit seinem Team, den „Rusty Jumpers“, die bis heute noch bestehen, die Sportart im Rahmen eines Schüleraustausches von Amerika nach Deutschland.
1994 brachte der Deutsche Turner-Bund (DTB) mit Unterstützung der Deutschen Herzstiftung erstmals eine Broschüre zum Thema Seilspringen heraus. Seitdem wird Seilspringen in vielen Turn- und Sportvereinen als Wettkampf- oder Freizeitsport angeboten. Außerdem bieten auch Fitnessstudios Seilsprungkurse an, und in vielen Kampfsportarten, wie zum Beispiel Boxen, wird zum Aufwärmen und als Ausdauertraining seilgesprungen.
Eine Initiative der American Heart Association trug zur Verbreitung des Seilspringens in den USA bei.
Mittlerweile haben sich die Vorzüge des Seilspringens als Training für Kondition, Koordination und Schnellkraft in fast allen Sportarten durchgesetzt. 2012 brachte Thomas Käbisch, der Erfinder von PROspeedrope, das Springseil-Kursformat speedrobic und Seilspring-Workshops verschiedener Level heraus. Seit 2013 ist Seilspringen auch Disziplin für ein Deutsches Sportabzeichen.

## Disziplinen
Die Disziplinen im Seilspringen lassen sich grob in die folgenden vier Kategorien einteilen.

### Single Rope
Beim Einzelspringen hat jeder einzelne Springer ein einzelnes Speedseil, Gliederseil oder ein Kunststoffseil. Diese Seile sind unterschiedlich lang. Außer dem normalen beidbeinigen Springen (easy jump) und dem Laufschritt (speed step) sind Mehrfachdurchschläge und eine große Zahl verschiedener Tricksprünge möglich. Besonders diese Mehrfachsprünge sind bekannt durch diverse Fitnesssportarten und werden oft als „Double-Unders“ bezeichnet.

### Double Dutch
Beim Double Dutch schlagen zwei gegenüberstehende Schwinger zwei Seile in Gegenrichtung. In der Mitte können ein oder mehrere Springer verschiedene Tricks und Stunts ausführen und auch Schwingertricks sind möglich.

### Wheel
Beim Wheel bilden zwei oder mehrere Springer eine Kette, indem sie je einen Griff ihres Gliederseils an den linken und rechten Nachbarn weitergeben. Im Springen lassen sich Tricks wie Drehungen oder Platzwechsel realisieren.

### Speed
Beim Speed wird in einem begrenzten Zeitraum im Laufschritt gezählt, wie viele rechte Schritte der Springer in dieser Zeit geschafft hat. Die Dauer geht von 30 Sekunden, über 1, 2 oder 3 Minuten. Ebenfalls als Speeddisziplin wird Double Under (Doppel-Durchschlag) für 30 Sekunden gezählt. Im Teamwettkampf wird Double Dutch ebenfalls als Speeddisziplin durchgeführt. Auch hier werden die rechten Schritte des Springers gezählt.

## Seiltypen
Im Seilspringen gibt es hauptsächlich vier Seiltypen, die jeweils für bestimmte Disziplinen vorgesehen sind.

### Single Rope
Der Seiltyp Single Rope (Einzelseil) besteht im Gegensatz zu den traditionellen Hanfseilen aus Kunststoffvollmaterial. An beiden Enden ist das Kunststoffseil durch einen Hohlgriff geführt. Dadurch kann sich das Seil leichter drehen und das Seil kann schneller und mit weniger Kraftaufwand rotieren. Dieses Seil wird hauptsächlich zur Erwärmung sowie für Tricksprünge und den Freestyle verwendet. Für fortgeschrittene Springer gibt es Single Ropes mit längeren Griffen (Long Handles), die das Springen der meisten Sprünge, vor allem von Arm- und Beinkombinationen und Seilwürfen erleichtern, weshalb es von den meisten Springern beim Freestyle genutzt wird. Teilweise sind diese Griffe auch mit einem Grip Tape umwickelt oder haben einen Schaumstoff Überzug für besseren Halt.

### Speed Rope

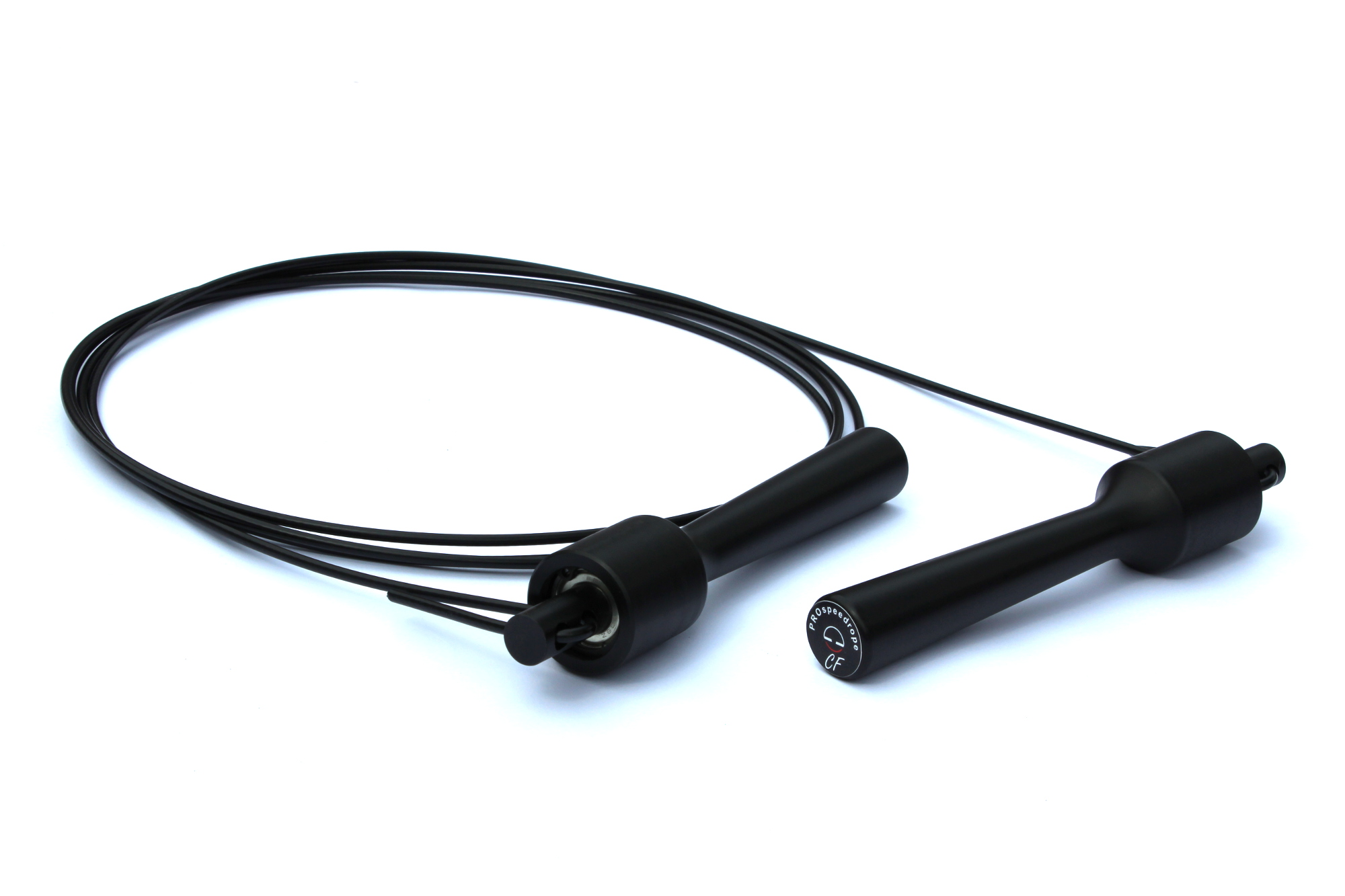
Speedseil mit Kugellager

Für die Disziplin Speed benutzen die meisten erfahrenen Springer ein Drahtseil, mit dem sie noch schneller springen können, da das Seil schwerer ist, seine Form behält und die Griffe so konstruiert sind, dass sie das Seil leichter rotieren lassen.
Es gibt noch schnellere Varianten dieses Seils, die beispielsweise Griffe mit Kugellagern besitzen.

### Beaded Rope

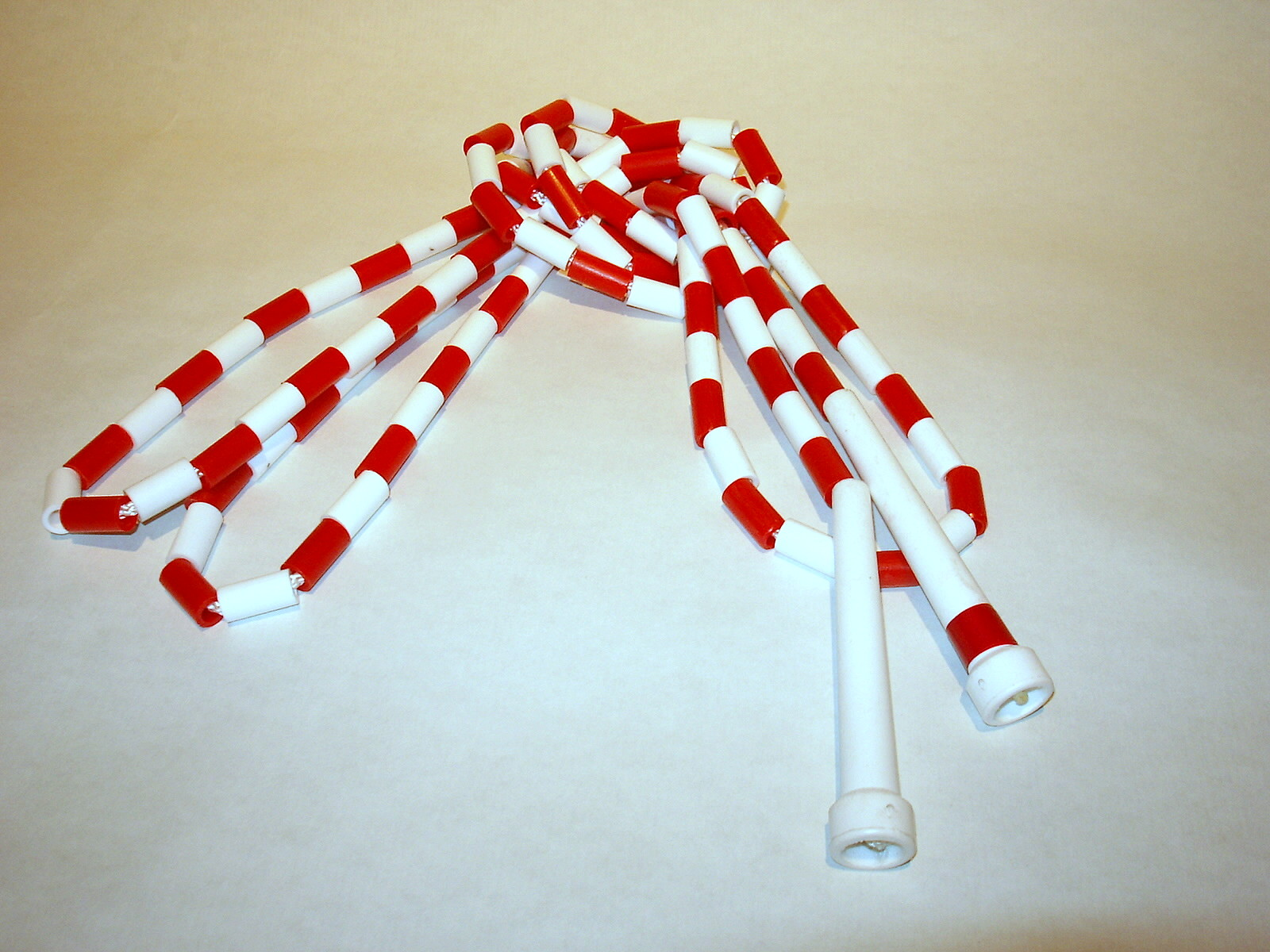
Gliederseil

Beim Beaded Rope (Gliederseil) sind Kunststoffröllchen auf einer Nylonschnur, ähnlich wie Perlen einer Perlenkette, aufgefädelt. Das Seil ist, im Vergleich zu einfachen Kunststoffseilen, schwerer und deshalb langsamer, hat aber eine stabilere Flugbahn und ist daher besonders gut geeignet für akrobatische Sprünge und die Disziplin Wheel. Wegen der speziellen Optik wird es auch oft für Showauftritte verwendet.

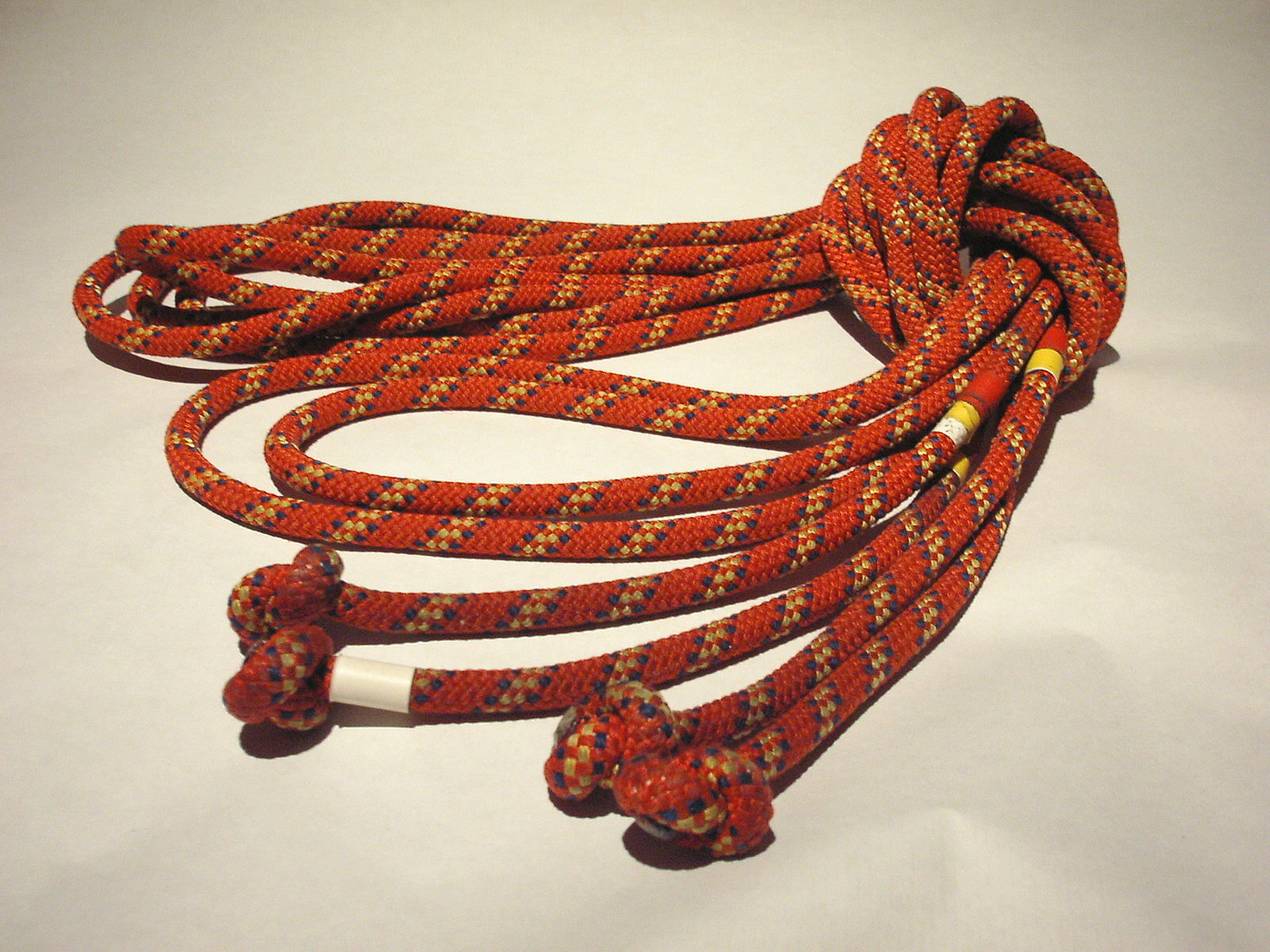
Schwungseil

### Long Rope
Der Ausdruck Long Rope bezeichnet Seile, die meist drei bis fünf Meter lang sind. Häufig sind es Beeded Ropes, aber es kann sich auch um Seile handeln, die wie Bergsteigerseile geflochten sind. Meist werden sie paarweise für das Double Dutch verwendet. Sie können aber auch einzeln von zwei Personen geschwungen werden.

## Wettkämpfe
Im Seilspringen gibt es sowohl Einzel- als auch Mannschaftswettkämpfe.
Deutschland
Die Einzelwettkämpfe werden vom Niveau her im DTB in Einsteigerwettkampf (E4), Gaumeisterschaft (E3), Bundes-/ Landesfinale (E2) und Deutsche/ Landes Einzelmeisterschaft (E1) unterteilt. Die Einzelwettkämpfe bestehen in Deutschland aus drei Speed-Disziplinen und einem Freestyle. Bei den Teamwettkämpfen wird in Gaumeisterschaft (T3), Landesmannschaftsmeisterschaft (T2) und Deutsche Mannschaftsmeisterschaft (T1) gegliedert. Zusätzlich gibt es die Showwettbewerbe Kids Cup (S3), Jump Cup (S2) und Demo Cup (S1) und German Show Contest.
Seit 2020 werden die Wettkämpfe in Deutschland nach dem Regelwerk des Weltverbandes IJRU durchgeführt. Als Einzelwettkämpfe auf Bundesebene werden die beiden Speed Disziplinen Single Rope Speed (30 Sekunden Speed) und Single Rope Speed Endurance (180 Sekunden Speed) und dem Single Rope Freestyle (45–75 Sekunden lange Kür) ausgetragen. Diese werden als Mehrkampf gewertet. Zusätzlich gibt es den Triple Under Cup und den Double Under Cup.
An Mannschaftswettkämpfen müssen mindestens vier bis sechs Springer pro Team teilnehmen, damit diese in der Mehrkampfwertung berücksichtigt werden können. Diese Wettkämpfe beinhalten jeweils vier Speed-Disziplinen und vier Freestyle-Disziplinen, wobei die Sprungformen Single Rope und Double Dutch zu gleichen Teilen vertreten sind. Zusätzlich gibt es auf der Bundesebene folgende Teamwettkämpfe: Double Dutch Triad Freestyle und Wheel Pair Freestyle.
Schweiz
Seit dem Jahr 2012 finden neben Einzelmeisterschaften auch jährlich Team-Schweizermeisterschaften statt. Wettkampftypen gibt es ab drei Teilnehmern, für den Typ Show sind es vier bis sechs.

### Freestyle
Als Freestyle (deutsch: „Freistil“) wird eine Kür bezeichnet, die mit Musik gesprungen wird. Jeder Springer oder jede Mannschaft stellt dabei eine individuelle Folge von Sprüngen zusammen. Üblicherweise darf die Vorführung maximal 1:15 Minuten dauern. Ein Kampfgericht bewertet sowohl die Schwierigkeit der einzelnen Sprünge (Level-Wertung), als auch die Kreativität der Zusammenstellung und die technische Ausführung (Presentation-Wertung). Bei der Level-Wertung wird zwischen Level 0.5 bis 8 unterschieden. Die zuständigen Kampfrichter schreiben für jeden gültigen Sprung, Seilwurf oder turnerisches Element das entsprechende Level auf und errechnen im Anschluss das Gesamt Level-Ergebnis.
Die Presentation-Kampfrichter achten auf eine saubere Ausführung der Sprünge und die Athletik der Springer (Form und Ausführung). Ebenfalls bewertet wird die Bühnenpräsenz sowie Gestaltung der Choreographie (Entertainment) und die Abstimmung auf die Musik (Musikalität). Zu jeder der drei Kategorien notieren sie regelmäßig -, ✓ oder +. Aus der Summe der einzelnen Symbole wir am Ende das Presentation Ergebnis errechnet. Darüber hinaus gibt es sogenannte Required Elements, die in jedem Freestyle enthalten sein müssen. Für fehlende Required Elements, Hänger und Feld- oder Zeitüberschreitungen werden Punkte von der Presentation-Wertung abgezogen.
Bei Teamwettkämpfen gibt es die Freestyle-Disziplinen Single Rope Pair Freestyle, Single Rope Team Freestyle, Double Dutch Single Freestyle und Double Dutch Pair Freestyle. Bei den Single Rope Freestyles springen zwei bzw. vier Springer möglichst synchron ihre Kür. Bei den Double Dutch Freestyles springen jeweils ein bzw. zwei Springer im Double Dutch, zwei weitere Athleten schwingen die Seile, wobei sich Springer und Schwinger untereinander abwechseln.

### Speeddisziplinen
In den Speeddisziplinen (Schnelligkeitsdisziplinen) geht es darum, in einer vorgegebenen Zeit eine möglichst hohe Anzahl an Sprüngen einer vorgegebenen Sprungart zu erreichen. Beim normalen Speed wird mit den Füßen abwechselnd im Laufschritt über das Seil gesprungen. Die Anzahl der Sprünge wird von einem Kampfgericht gezählt, wobei nur jedes Aufkommen des rechten Fußes gezählt wird. Es gibt die Speeddisziplinen 30, 60, 120 und 180 Sekunden Speed, wobei bei Landes- und Bundesmeisterschaften 30 Sekunden Speed und 180 Sekunden Speed gesprungen wird. Julian Kilgus sprang 2019 in 30 Sekunden Speed 106 Sprünge. Es handelt sich also insgesamt um 212 Seildurchschläge. Des Weiteren gibt es die Disziplinen Double Under und Triple Under, die als gesonderter Double Under bzw. Triple Under Cup ausgetragen werden. Beim Double Under müssen innerhalb von 30 Sekunden möglichst viele Zweifachdurchschläge geschafft werden. Beim Triple Under handelt es sich um eine sogenannte Power Disziplin. Es geht darum, so viele Triple Under (Dreifachdurchschläge) am Stück wie möglich zu schaffen. Die Springer haben kein Zeitlimit, aber sobald sie hängen bleiben, ist der Versuch beendet. Als Speeddisziplinen werden auch 30 Sekunden Criss Cross (Arme kreuzen) und 30 Sekunden Side Straddle (Beine seitlich grätschen) gesprungen, jedoch nur bei Einsteigerwettkämpfen.
Bei Teamwettkämpfen gibt es die Disziplinen Single Rope Speed Relay (4x30 Sekunden Speed) und Single Rope Double Unders Relay (2x30 Sekunden Double Unders). Die Teilnehmer eines Teams springen hier direkt nacheinander Speed bzw. Double Under.
Auch im Double Dutch gibt es Speeddisziplinen. Hier ist das Prinzip ähnlich, wobei hier meist auch noch Springer-Schwinger-Wechsel durchgeführt werden. Es gibt die Disziplinen Double Dutch Speed Relay (4x30 Sekunden Speed) und Double Dutch Speed Sprint (1x60 Sekunden Speed). Bei Double Dutch Speed Sprint wechseln sich Springer und Schwinger nicht ab.

### Welt- und Europameisterschaften
Jährlich finden im Rope Skipping Weltmeisterschaften statt, in ungeraden Jahren werden zusätzlich Europameisterschaften ausgetragen. Die letzte WM fand vom 2. Juli bis 12. Juli 2019 in Norwegen statt. Die EM 2019 fand vom 18. bis 23. Juli August in Graz statt. Die erste Weltmeisterschaft des neuen Weltverbandes IJRU wurde aufgrund der Coronapandemie virtuell veranstaltet. Teilnehmen können Sportler ab 12 Jahren. Der DTB nominiert die Starter für WM und EM auf Grundlage der Platzierungen bei den Deutschen Meisterschaften. In der Regel qualifizieren sich die ersten drei Plätze.

## Show
Ähnlich wie Akrobatik oder verschiedene Tanzstile wird das Seilspringen aufgrund seiner Vielseitigkeit oft auch als Showsportart genutzt. Hierbei kreieren Teams zu Musik Abläufe verschiedener Sprungvarianten, mit denen sie das Publikum begeistern wollen.
Im Wettkampfbereich gibt es neben den üblichen oben beschriebenen Wettkämpfen auch Show-Wettkämpfe, bei denen es nicht nur um Schwierigkeit und Anspruch, sondern auch um die beste Show geht.
Eine weitere Variante ist ziemlich neu. Der Springer sitzt auf dem Boden, ohne dass die Füße den Boden berühren. Es wird dann der Körper angehoben und das Seil unter dem Körper durchgezogen. Am Samstag, den 2. November 2013 schaffte die 20-jährige Anika Stuhr in der Sendung Deutsche Meister 2013, in 60 Sekunden das Seil 132-mal unter ihrem Körper durchzuziehen. Damit erreichte sie einen europäischen Rekord.

## Organisationen
In Deutschland gehört Seilspringen organisatorisch zum Turnen und damit zum Deutschen Turner-Bund (DTB). Dort wurde 2004 ein technisches Komitee für Seilspringen eingerichtet. Langjährige Vorsitzende dieses Komitees war Signe Richter, die Rope Skipping in Deutschland etablierte. Aktuell hat Uwe Nielsen den Vorsitz inne (Stand: Januar 2022). Das Gremium ist unter anderem für die Durchführung der Deutschen Meisterschaften, die Erarbeitung von Wettkampfvorschriften sowie die Aus- und Fortbildung von Kampfrichtern und Trainern verantwortlich.
In der Schweiz ist der SATUS Schweiz  der offizielle Fachverband für Seilspringen.
In Österreich ist der Österreichische Fachverband für Turnen (ÖFT) zuständig.
Der europäische Verband für Seilspringen ist die European Rope Skipping Organisation (ERSO).
Der Weltverband ist die „International Jump Rope Union“, die im März 2018 aus den beiden Verbänden International Rope Skipping Federation – Fédération internationale de saut à la corde (IRSF-FISAC) und World Jump Rope Federation (WJRF) entstanden ist.